# Neil Hamilton (acteur)
Pour les articles homonymes, voir Hamilton et Neil Hamilton.
Neil Hamilton est un acteur américain né le 9 septembre 1899 à Lynn, Massachusetts (États-Unis), mort le 24 septembre 1984 à Escondido (Californie).

## Filmographie

### Années 1910
- 1918 : The Beloved Impostor
- 1919 : The Great Romance

### Années 1920
- 1923 : La Rose blanche (The White Rose) de D. W. Griffith : John White
- 1924 : Pour l'indépendance (America) de D. W. Griffith : Nathan Holden
- 1924 : The Sixth Commandment de Christy Cabanne : Robert Fields
- 1924 : The Side Show of Life : Charles Verity-Stewart
- 1924 : Isn't Life Wonderful de D. W. Griffith : Paul
- 1925 : Men and Women de William C. de Mille : Ned Seabury
- 1925 : The Little French Girl de Herbert Brenon : Philip Peyton
- 1925 : L'École des mendiants (The Street of Forgotten Men) de Herbert Brenon : Giles Bradley
- 1925 : L'Or rouge (The Golden Princess) de Clarence G. Badger : Tennessee Hunter
- 1925 : New Brooms : Thomas Bates Jr.
- 1925 : L'Amour cambrioleur (The Splendid Crime) de William C. de Mille : Bob Van Dyke
- 1926 : La Roche qui tue (Desert Gold) de George B. Seitz : George Thorne
- 1926 : Beau Geste de Herbert Brenon : Digby Geste
- 1926 : Diplomacy : Julian Weymouth
- 1926 : Gatsby le Magnifique (The Great Gatsby) de Herbert Brenon : Nick Carraway
- 1927 : The Music Master (en) de Allan Dwan : Beverly Cruger
- 1927 : Ten Modern Commandments de Dorothy Arzner : Tod Gilbert
- 1927 : The Joy Girl : John Jeffrey Fleet
- 1927 : The Spotlight de Frank Tuttle : Norman Brooke
- 1927 : The Shield of Honor : Jack MacDowell
- 1928 : Maman de mon cœur (Mother Machree) de John Ford : Brian McHugh
- 1928 : The Showdown : Wilson Shelton
- 1928 : Épouvante (Something Always Happens) de Frank Tuttle : Roderick
- 1928 : Don't Marry de James Tinling : Henry Willoughby
- 1928 : The Grip of the Yukon (en) d'Ernst Laemmle : Jack Elliott
- 1928 : Hot News de Clarence G. Badger : Scoop Morgan
- 1928 : Le Patriote (The Patriot) d'Ernst Lubitsch: Prince Alexandre
- 1928 : Peggy et sa vertu (Take Me Home) de Marshall Neilan : David North
- 1928 : L'amour joue et gagne (Three Weekends) de Clarence G. Badger : James Gordon
- 1928 : Quelle nuit ! (What a Night!) de A. Edward Sutherland : Joe Madison
- 1929 : Why Be Good? de William A. Seiter : Peabody Jr.
- 1929 : Le Démon des tropiques (A Dangerous Woman) de Gerald Grove et Rowland V. Lee  : Bobby Gregory
- 1929 : The Studio Murder Mystery : Tony White
- 1929 : Le Piège d'amour (The Love Trap) de William Wyler : Peter Harrington
- 1929 : The Mysterious Dr. Fu Manchu de Rowland V. Lee : Dr. Jack Petrie
- 1929 : Darkened Rooms : Emory Jago

### Années 1930
- 1930 : The Kibitzer : Eddie Brown
- 1930 : The Return of Dr. Fu Manchu de Rowland V. Lee : Dr. Jack Petrie
- 1930 : La Patrouille de l'aube (The Dawn Patrol) de Howard Hawks : Major Brand
- 1930 : Anybody's War : Red Reinhardt
- 1930 : Ladies Must Play : Anthony Gregg
- 1930 : The Cat Creeps de Rupert Julian et John Willard : Charles Wilder
- 1930 : Ex-Flame : Sir Carlisle Austin
- 1930 : The Widow from Chicago : Georgie 'Swifty' Dorgan
- 1931 : Command Performance : Peter Fedor
- 1931 : Strangers May Kiss : Alan Harlow
- 1931 : The Spy : Ivan Turin
- 1931 : La Pécheresse (Laughing sinners) de Harry Beaumont : Howard 'Howdy' Palmer
- 1931 : Le Grand Amour (The Great Lover) de Harry Beaumont : Carlo
- 1931 : Aimer, rire, pleurer (This Modern Age) de Nick Grinde : Robert 'Bob' Blake Jr.
- 1931 : La Faute de Madelon Claudet (The Sin of Madelon Claudet) d'Edgar Selwyn : Larry Maynard
- 1932 : The Wet Parade de Victor Fleming : Roger Chilcote, Jr.
- 1932 : Tarzan, l'homme singe (Tarzan the Ape Man) de W. S. Van Dyke : Harry Holt
- 1932 : Ici New York (Are You Listening?) de Harry Beaumont : Jack Clayton
- 1932 : The Woman in Room 13 de Henry King : Paul Ramsey
- 1932 : What Price Hollywood? de George Cukor : Lonny Borden
- 1932 : Two Against the World (en) : Mr. David 'Dave' Norton
- 1932 : The Animal Kingdom d'Edward H. Griffith et George Cukor : Owen
- 1933 : Terror Aboard : James Cowles
- 1933 : The World Gone Mad (en) de Christy Cabanne : Lionel Houston
- 1933 : La Soie écarlate (en) (The Silk Express) de Ray Enright : Donald Kilgore
- 1933 : As the Devil Commands : Dr. David Graham
- 1933 : One Sunday Afternoon de Stephen Roberts : Hugo Barnstead
- 1933 : Les femmes ont besoin d'amour (Ladies Must Love) d'Ewald André Dupont : Bill
- 1934 : Tarzan et sa compagne (Tarzan and His Mate) de Cedric Gibbons et Jack Conway : Harry Holt
- 1934 : Here Comes the Groom : Jim
- 1934 : Once to Every Bachelor : Lyle Stuart
- 1934 : Blind Date : Bob Hartwell
- 1934 : One Exciting Adventure : Walter Stone
- 1934 : Two Heads on a Pillow : Jack Smith
- 1934 : Avec votre permission (By Your Leave) de Lloyd Corrigan  : David Mackenzie
- 1934 : Fugitive Lady : Donald Brooks
- 1935 : Mutiny Ahead : Kent Brewster
- 1935 : Honeymoon Limited (en) de  Arthur Lubin : Dick Spencer Gordon, alias Gulliver
- 1935 : Keeper of the Bees (en) de Christy Cabanne : James Lewis McFarland, alias Jamie
- 1935 : Aux frais de la princesse (The Daring Young Man) de William A. Seiter : Gerald Raeburn
- 1936 : You Must Get Married : Michael Brown
- 1936 : Parisian Life : Jaques
- 1936 : Everything in Life : Geoffrey Loring
- 1936 : Southern Roses : Reggie
- 1937 : Mr. Stringfellow Says No : Jeremy Stringfellow
- 1937 : Secret Lives d'Edmond T. Gréville : Lt. Pierre de Montmalion
- 1937 : Portia on Trial  de George Nichols Jr. : Earle Condon
- 1937 : Lady Behave! : Stephen Cormack
- 1938 : Hollywood Stadium Mystery (en) de David Howard : Bill Devons
- 1938 : Army Girl de George Nichols Jr. : Capt. Joe Schuyler
- 1939 : The Saint Strikes Back : Allan Breck

### Années 1940
- 1940 : Pound Foolish
- 1940 : Les Bas-fonds de Chicago (Queen of the Mob) de James Patrick Hogan : Chef du FBI
- 1941 : Federal Fugitives : Capitaine Madison
- 1941 : They Meet Again : Gouverneur John C. North
- 1941 : Papa se marie (Father Takes a Wife) de Jack Hively : Vincent Stewart
- 1941 : Dangerous Lady (en) de Bernard B. Ray : Duke Martindel
- 1941 : King of the Texas Rangers : John Barton / Felix Hauptman
- 1941 : Look Who's Laughing d'Allan Dwan : Hilary Horton
- 1942 : Madame veut un bébé (The Lady Is Willing) de Mitchell Leisen : Charlie
- 1942 : Too Many Women (en) de Bernard B. Ray : Richard Sutton
- 1942 : X Marks the Spot de George Sherman : John J. Underwood
- 1942 : Secrets of the Underground de William Morgan : Harry Kermit
- 1943 : Bombardier de Richard Wallace : Colonel
- 1943 : Toute seule (All by Myself) de Felix E. Feist : Mark Turner
- 1943 : L'Aventure inoubliable (The Sky's the Limit) : Officier de marine dans le train
- 1944 : Étrange Mariage (When Strangers Marry) : Lt. Blake
- 1945 : Les Millions de Brewster (Brewster's Millions) d'Allan Dwan : M. Grant
- 1948 : Hollywood Screen Test (série TV) :  (1948-50; 1951-53) (épisodes non précisés)
- 1949 : That Wonderful Guy (série TV) : Franklin Westbrook

### Années 1950
- 1951 : The Frances Langford-Don Ameche Show (série TV) : Regular (1951-52)

### Années 1960
- 1961 : The Little Shepherd of Kingdom Come : Général Dean
- 1962 : The Devil's Hand de William J. Hole Jr. : Francis 'Frank' Lamont
- 1963 : Hôpital central ("General Hospital") (série TV) : Philip Mercer (épisodes non précisés, 1963)
- 1964 : Prête-moi ton mari (Good Neighbor Sam) de David Swift  : Larry Boling
- 1964 : Jerry souffre-douleur (The Patsy) de Jerry Lewis : le barbier
- 1965 : Les Tontons farceurs (The Family Jewels) de Jerry Lewis : l'avocat
- 1966 : Madame X de David Lowell Rich : Scott Lewis
- 1966 : Batman de Leslie H. Martinson : commissaire Gordon
- 1969 : Strategy of Terror : M. Harkin

### Années 1970
- 1970 : Ya ya mon colonel! (Which Way to the Front?) : Chef of staff
- 1971 : Vanished (TV) : Merrihew